# مهدي برصاوي
مهدي برصاوي (مواليد 23 مايو 1984، تونس) مخرج وكاتب سيناريو تونسي.

## مسيرته
ولد مهدي برصاوي عام 1984 في تونس العاصمة، وتخرج في المونتاج السينمائي من المعهد العالي لفنون الوسائط المتعددة في تونس. ثم غادر إلى إيطاليا لإكمال تدريبه وتخرج من (DAMS) في بولونيا.
أخرج ثلاثة أفلام قصيرة تمّ اختيارها في عدة مهرجانات دولية، وحازت على عدة جوائز. في عام 2019 ، ظهر لأول مرة في الإخراج من خلال فيلمه الطويل الأول بيك نعيش الذي تم إنتاجه كعمل تعاوني بين تونس وفرنسا ولبنان وقطر. عرض الفيلم لأول مرة في مهرجان البندقية السينمائي الدولي. حصل الفيلم على الاختيار الرسمي في مهرجان البندقية السينمائي 2019، حيث فاز سامي بوعجيلة بجائزة أفضل ممثل في قسم أوريزونتي.

## أعماله
- 2010: في مكاني (فيلم قصير)
- 2012: كان الغد أفضل (وثائقي)
- 2012: Widjène (فيلم وثائقي)
- 2014: Bobby (فيلم قصير)
- 2018: On est bien comme ça (فيلم قصير)
- 2019: بيك نعيش

## روابط خارجية
- مهدي برصاوي على موقع IMDb (الإنجليزية)
- مهدي برصاوي على موقع ألو سيني (الفرنسية)